# Mystus armiger
Mystus armiger és una espècie de peix de la família dels bàgrids i de l'ordre dels siluriformes que es troba a la península de Malaca.
Els mascles poden assolir els 15,6 cm de longitud total.